# 7 Subway Extension

Mappa della linea IRT Flushing a Manhattan con il prolungamento (linea viola tratteggiata).

Con il termine 7 Subway Extension (in italiano Estensione della metropolitana 7) si intende il progetto per estendere di 1,6 chilometri la linea IRT Flushing della metropolitana di New York verso i quartieri di Chelsea ed Hell's Kitchen, con una nuova stazione presso l'incrocio tra l'Undicesima Avenue e la Trentaquattresima Strada. Originariamente, il progetto prevedeva anche una seconda stazione presso la Decima Avenue, poi eliminata nel 2007. Il prolungamento è stato ufficialmente aperto il 13 settembre 2015 ed è utilizzato dai due service 7 Flushing Local e 7 Flushing Express.
Tale progetto, rappresenta un elemento fondamentale del ben più ampio Hudson Yards Redevelopment Project, un progetto nato con lo scopo di riqualificare le zone dei quartieri di Chelsea ed Hell's Kitchen a ridosso del West Side Yard della Long Island Rail Road. La 7 Subway Extension serve anche il Jacob K. Javits Convention Center.

## Stazioni

### 34th Street

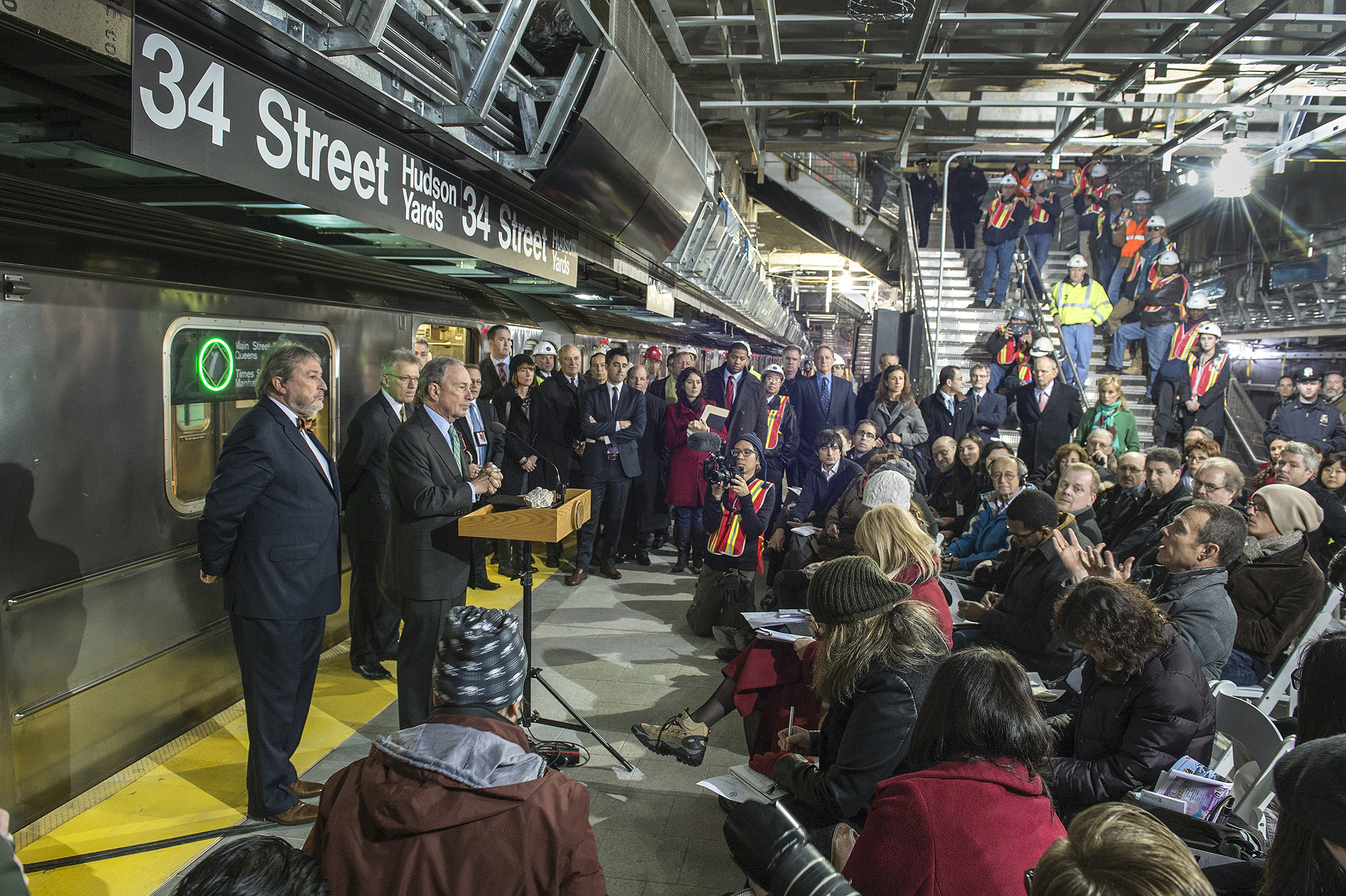
Il sindaco Bloomberg presso la stazione di 34th Street il 21 dicembre 2013.

La stazione di 34th Street, che si trova all'incrocio tra 11th Avenue e 34th Street, è l'unica stazione dell'estensione ed ha aperto nel 2015. Secondo la Metropolitan Transportation Authority la stazione ha permesso "la nascita di nuovi alloggi, ristoranti e divertimenti" nelle vicinanze, nei quartieri di Hell's Kitchen e Chelsea.
Gli accessi alla stazione comprendono inoltre una coppia di ascensori inclinati. Proprio a causa di questo, la data di apertura è stato rimandata da giugno a inizio autunno 2015 e infine a novembre. Ad aprile 2014, il primo dei due ascensori inclinati, lunghi 52 m, è stato installato nella stazione.

### 10th Avenue
Anche se una nuova stazione presso 10th Avenue e 41st Street era parte del progetto originario, la stazione intermedia è stata eliminata nell'ottobre 2007 a causa del superamento dei costi, lasciando la sola stazione terminale presso 11th Avenue e 34th Street come l'unica nuova stazione dell'estensione. La Metropolitan Transportation Authority ha però dichiarato che la stazione potrebbe essere inclusa nel progetto, se fossero trovati i fondi. Nonostante ciò non è stata inclusa nella gara d'appalto del 2007.
Alla fine di dicembre 2007, è stato rivelato che la stazione potrebbe essere costruita se la città di New York e la Metropolitan Transportation Authority avessero trovato un 
accordo sul finanziamento. Nel febbraio 2009, la Metropolitan Transportation Authority ha annunciato che avrebbe costruito la stazione se avresse ricevuto i fondi sufficienti con l'American Recovery and Reinvestment Act.
Nel giugno 2010, la città ha annunciato che stava cercando i finanziamenti per valutare la possibilità di costruire una stazione con due banchine; con un'impostazione a due ingressi (uno per ogni direzione) senza un collegamento sotterraneo tra le banchine.
La stazione, che la Metropolitan Transportation Authority pensa di costruire tra il 2015 e il 2034, costerà almeno 450 milioni di dollari.